# Sudwalde
Sudwalde község Németországban, Alsó-Szászországban, a Diepholzi járásban. Lakosainak száma 1009 fő (2023. december 31.).